# Бронебойная пуля

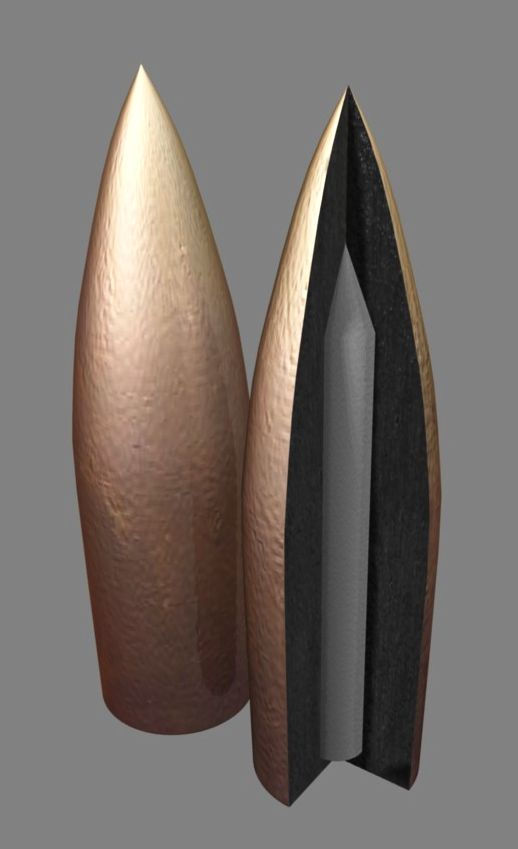
Устройство бронебойной пули. Оболочка (сталь, томпак, латунь), свинцовая рубашка, бронебойный сердечник.

Бронебойная пуля, Пуля бронебойная, ранее Панцырная пуля — особый тип пули для личного и коллективного огнестрельного стрелкового оружия, предназначенная для поражения живых легкобронированных целей. 
Бронебойная (стальная) пуля относится к так называемым специальным боевым припасам, созданным для расширения тактических возможностей стрелкового оружия.

## Устройство и принципы действия
Бронебойные пули подразделяют на:
- бронебойные (стальные);
- бронебойно-зажигательные;
- бронебойно-зажигательно-трассирующие пули.

Бронебойная пуля имеет стальной термоупрочнённый (закалённый) сердечник в свинцовой рубашке. При встрече с преградой стальной сердечник за счёт своей прочности/твёрдости пробивает её. Бронебойные пули состоят на вооружении практически всех армий, авиаций, флотов и так далее мира и расцениваются как необходимые в связи с широким использованием средств индивидуальной бронезащиты (СИБ), таких, как противопульные бронежилеты. Например, российские «семейства» пистолетных патронов (7,62-мм патрон ТТ, 5,45-мм патрон ПСМ, 9-мм патрон ПМ) включают патроны с пулями с обычным свинцовым и со стальным бронебойным сердечниками.
Помимо стали, сердечник может быть изготовлен из карбида вольфрама: пуля БС-40 7,62-мм винтовочного патрона (1940 год), пуля SmKH 7,92-мм винтовочного патрона (1939 год). Этот материал не только твёрже стали, но и по массовой плотности на треть превосходит свинец, в результате чего пули с сердечниками из него получаются тяжелее пуль со стальными сердечниками, однако, минусом является высокая стоимость из-за дороговизны и сложности обработки карбида вольфрама. 

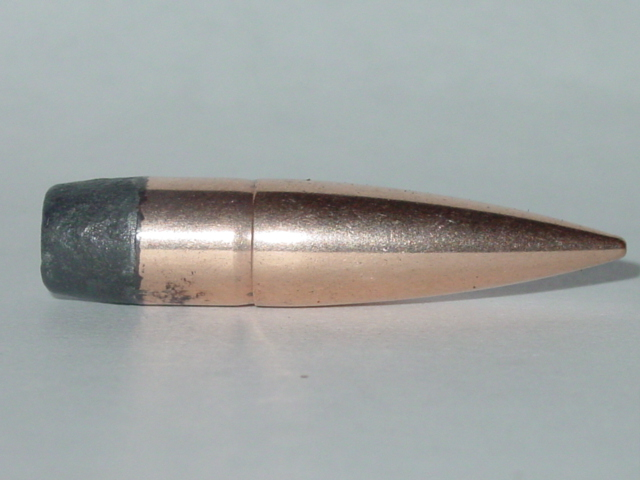
Германская бронебойная пуля 7,92×57 мм тип «К» для стрельбы из винтовки Mauser 98. Сердечник пули из инструментальной стали, начало боевого применения июнь 1917 года.

Бронебойно-зажигательные пули комбинированного действия, или БЗТ, предназначены для поражения и поджигания легко бронированных целей. Как и любые универсальные системы, бронебойно-зажигательная пуля сочетает в себе как достоинства, так и недостатки прототипов. В большинстве случаев бронебойно-зажигательные пули выполняют свои задачи, но конкретно каждую из них в отдельности несколько хуже, чем специализированные пули (бронебойные или зажигательные). Сердечник таких пуль меньше, чем сердечник обычных бронебойных, соответственно меньше и масса зажигательного состава, а следовательно и ниже бронебойные и зажигательные характеристики пули.
Западными историками отмечено применение в ходе Первой мировой войны германскими пехотными частями патрона 7,92×57 мм с бронебойной пулей «К» в боекомплекте штатной винтовки Mauser (Gewehr 98) - см. фото - для борьбы с первыми английскими танками. При стрельбе из винтовки Mauser бронепробитие пули составляло 12...13 мм, при этом толщина бортовой брони танка Mark IV была 12 мм. Большой радиус оживала пули и наличие заднего конуса свидетельствуют о хороших внешнебаллистических данных пули «К», и о сохранении параметров скорости и кинетической энергии на повышенных (200...400 метров) дальностях стрельбы.
Патрон с пулей «К» был применен в ходе Мессинской операции во Фландрии (Бельгия) в июне 1917 года, где английские войска впервые ввели в бой танки Mark IV. Дальнейшим развитием патрона с пулей «К» в межвоенный период стал 7,92-мм патрон SmK = Spitzgeschoss mit (Stahl)Kern, см. ниже.

## Применение бронебойных пуль в Русской армии

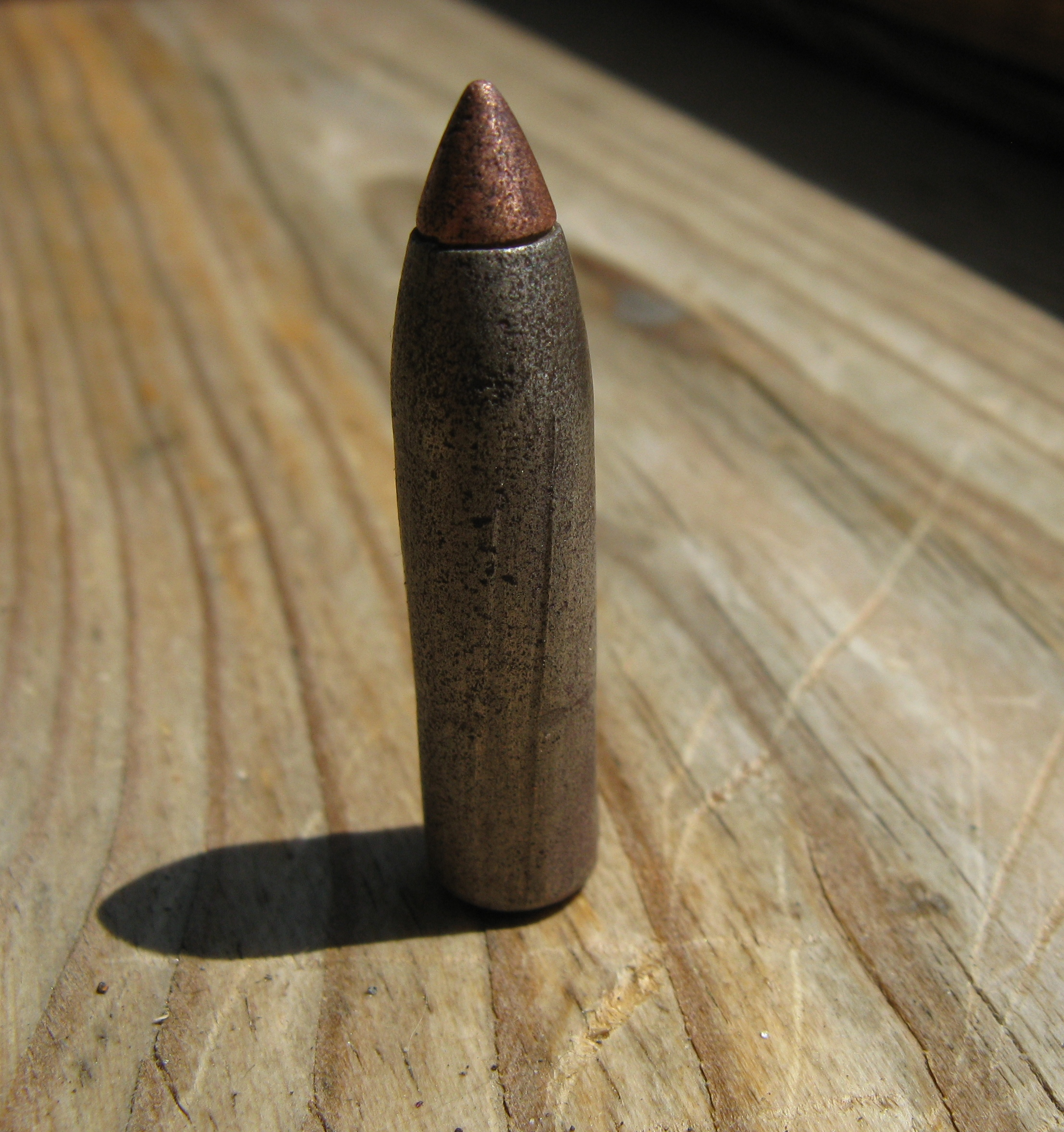
Бронебойная пуля конструкции штабс-капитана Кутового, прошедшая канал ствола.

В 1916 году на вооружение Русской армии принят 7,62-мм патрон с бронебойной пулей штабс-капитана Кутового. ГАУ заказало 36 000 000 патронов с «щитобойной» пулей Кутового, производство началось на Петроградском патронном заводе. В 1918-19 годах производство переместили в Симбирск на вновь организованный Симбирский патронный завод.
По своему устройству бронебойная пуля Кутового четырёхэлементная: остроконечный стальной сердечник с лёгкой обратной конусностью почти по всей длине располагается в медной рубашке, сердечник с рубашкой вставлены в мельхиоровую оболочку спереди. В головной части пули располагался медный (томпаковый) наконечник. Назначение наконечника — создание на поверхности головной части закалённого сердечника, при внедрении в броню, трёхосного напряжённого состояния сжатия с целью предотвращения его преждевременного разрушения.  
Производство патронов с бронебойными пулями Кутового продолжалось по 1932 год, когда ему на смену пришли патроны с бронебойной пулей Б-30 и с бронебойно-зажигательной пулей Б-32. Патроны с бронебойной Б-30 и бронебойно-зажигательной Б-32 пулями одновременно отрабатывались в калибре 12,7 мм и несколько позднее в калибре 14,5 мм.
Патроны с пулями Б-30 и Б-32 широко использовались в ходе Великой Отечественной войны и сопряжённых с ней конфликтах. Их основным назначением являлась борьба с легкобронированной бронетехникой, БТР и с действующими на малых высотах самолётами противника. Издательством Военной Академии выпускались специальные брошюры, посвящённые борьбе с различными типами бронетехники противника при помощи винтовочных бронебойных пуль.

## Сравнительные характеристики бронебойных пуль СССР, Германии и США
Бронебойные и бронебойно-зажигательные пули, пули к стрелковому оружию нормального калибра 6,5—8 мм были приняты на вооружение практически всех сухопутных армий и ВВС в период после Первой мировой войны, когда на поле боя появились два новых типа целей: бронемашины и самолёты, и выявилась неэффективность борьбы с ними использовавшихся в то время обыкновенных пуль со свинцовым сердечником. Бронебойные и бронебойно-зажигательные пули предназначались для поражения легкой брони (толщиной порядка 4—7 мм) орудийных и пулемётных щитов, бронеавтомобилей, танкеток и самолетов при стрельбе из винтовок, ручных и станковых пулемётов.
Ниже представлены характеристики малокалиберных патронов с однотипными по конструкции бронебойными пулями, разработанными в 1930-е годы и широко применявшимися войсками ВС Союза ССР, Германии и США в период Второй мировой войны. Бронебойные пули Б-30 и SmK (Spitzgeschoss mit Kern) имеют идентичную трёхэлементную конструкцию: оболочка, свинцовая рубашка и бронебойный сердечник. Пуля AP M2 выполнена без свинцовой рубашки, её заменяет томпаковая оболочка толщиной 0,63 мм. У пуль Б-30 и SmK материал сердечника — инструментальная углеродистая сталь типа У10 или У12 с твёрдостью HRC не ниже 64 единиц. Сердечник американской пули АР М2 изготовлен из легированной марганце-молибденовой стали, твердость HRC 61—64. В головной части всех указанных пуль — свинцовый макаровский наконечник.
| Характеристика                                    | 7,62-мм Б-30 7,62×54 мм R | 7,9-мм SmK 7,92×57 мм | 7,62-мм AP M2 7,62х63 мм         |
| ------------------------------------------------- | ------------------------- | --------------------- | -------------------------------- |
| Масса патрона, г                                  | 25,25                     | 25,4                  | 27,0                             |
| Масса пули, г                                     | 10,8                      | 11,55                 | 10,9                             |
| Масса сердечника, г                               | 5,41                      | 5,75                  | 5,30                             |
| Длина пули, мм                                    | 37,15                     | 37,3                  | 35,3                             |
| Диаметр пули, мм                                  | 7,93                      | 8,25                  | 7,83                             |
| Диаметр сердечника, мм                            | 6,14                      | 6,12                  | 6,22                             |
| Удлинение сердечника, Lc/d                        | 4,89                      | 4,90                  | 4,47                             |
| Масса порохового заряда, г                        | 3,11                      | 2,9                   | 3,42                             |
| Начальная скорость, м/с при стрельбе из винтовки: | 860 обр. 1891/30гг.       | 798 Mod."98"          | 845 M1 Гаранд                    |
| Бронепробиваемость, ст. брони/дистанция           | 10 мм*/200 м              | 10 мм*/180 м          | 12 мм** /200 м или 7 мм***/200 м |

Примечания: 
* стальная броня толщиной 10 мм (СССР и Германия) высокой твёрдости. 
** броня 12 мм (США) средней твёрдости. 
*** 7 мм цементованной брони.

## Послевоенный период
В середине 1950-х годов странами-участницами блока NATO было принято решение создать унифицированный 7,62 мм патрон. По сравнению с периодом Второй мировой войны изменилось назначение патрона 7,62 мм стрелкового оружия, и бронебойной пули в этом калибре, в частности. Основное назначение стандартного патрона NATO 7,62 мм — поражение живой силы, небронированных и легкобронированных целей. Применительно к обыкновенной пуле патрона 7,62×51 мм NATO ставилось требование пробития стального шлема на дистанции 600 ярдов (546 м). При этом задачу поражения бронированных целей предполагалось решать использованием автоматического оружия калибром 12,7 мм.
В таблице 2 приведены характеристики бронебойных пуль М61 АР (по ТУ MIL-C-60617) и Bofors FFV (WC) патрона 7,62×51 мм НАТО. Сердечник пули Bofors FFV (в США М993 — на вооружении с 1996 года) относительно короткий (l/d≤3,8), цилиндрической формы без заднего конуса, с конической головной частью (угол при вершине 58°), твердосплавный — карбид вольфрама на кобальтовой связке. Благодаря повышенным значениям твердости (твердость по Виккерсу, HV 1550) и массовой плотности, ρ=14,8 г/см3 сердечника, пуля Bofors FFV обладает повышенным пробивным действием по различным бронепреградам, в частности на тактических дальностях стрельбы обеспечивает пробитие композитных броневставок с керамикой стандартных армейских бронежилетов типа SAPI и аналогичных с толщиной керамического слоя B4C или SiC до 9 мм.
| Характеристика                          | М61                        | FFV        |
| --------------------------------------- | -------------------------- | ---------- |
| Масса патрона, г                        | 25,5                       | 23,5       |
| Масса пули, г                           | 9,75                       | 8,2-8,4    |
| Масса сердечника, г                     | 3,8                        | 5,95       |
| Диаметр сердечника, мм                  | 6,1                        | 5,59       |
| Удлинение сердечника, l/d               | 4,89                       | 3,8        |
| Масса заряда, г                         | 2,95                       | -          |
| Начальная скорость, м/с                 | 840                        | 930        |
| Бронепробиваемость, ст. брони/дистанция | 10мм RHA/100м 6мм БВТ/100м | 15мм+/300м |

Примечание: Твердость стального сердечника пули М61 АР (по Роквеллу, шкала С) 64HRC или по Виккерсу 870HV.
Для пули М61 АР на Д100 м Vуд=775 м/с.
В табл. 3 приведены характеристики 12,7 мм бронебойных пуль СССР и США.
| Характеристика                                   | Б-30 12,7×108 мм | Б-32 12,7×108 мм                      | M1 (АР) 12,7×99 мм  | M2 (АР) 12,7×99 мм | M8 (API) 12,7×99 мм | C-44 (APT) 12,7×99 мм          |
| ------------------------------------------------ | ---------------- | ------------------------------------- | ------------------- | ------------------ | ------------------- | ------------------------------ |
| Масса патрона, г                                 | 137              | 133                                   | 116                 | 115                | 116                 | 130                            |
| Масса пули, г                                    | 51,5             | 49,5                                  | 48,2                | 46,5               | 42                  | 62                             |
| Масса сердечника, г                              | 29               | 29,9                                  | 26,6                | 26,2               | 25,7                | -                              |
| Длина пули, мм                                   | 63,5             | 63,5                                  | 60                  | 58,7               | 58,4                | -                              |
| Диаметр пули, мм                                 | 13,01            | 13,01                                 | 12,97               | 12,97              | 12,97               | -                              |
| Диаметр сердечника, мм                           | 10,9             | 10,8                                  | 10,80               | 10,87              | 10,87               | -                              |
| Удлинение сердечника, Lc/d                       | 4,85             | 4,8                                   | 4,47                | 4,44               | 4,44                | -                              |
| Масса порохового заряда, г                       | 16-16,5          | 16-16,5                               | 14,1                | 15,2               | 15,4                | -                              |
| Начальная скорость, м/с при стрельбе из системы: | 860 ДК и ДШК     | 840 ДШК и ДШКМ                        | 798* Browning AN/M2 | 895 M2HB           | 929 M2HB            | 785 M2HB                       |
| Бронепробиваемость, ст. брони/дистанция          | 20+ мм/ 200м     | 20мм**RHA/ 500м или 20мм БВТ*** /400м | 19 мм**/ >100м      | 19 мм**/ 183м      | 19 мм**/ 100м       | 18 мм/800 м или 14 мм/35°/800м |

Примечания: 
* При стрельбе из оружия с длиной ствола 914 мм.
** Стальная броня средней твердости стандарта RHA.
*** БВТ — стальная броня высокой твердости.
**** Пуля С-44 (Канада) с сердечником из карбида вольфрама. Головная часть сердечника двухконусная для лучшего бронепробития под большими углами.
***** Пуля патрона AP M1 имела темно-зеленую окраску вершинки, пуля патрона AP M2 — чёрную окраску вершинки.
Как видно из табл. 3, 12,7-мм бронебойная пуля Б-32 превосходит бронебойную пулю AP М2 по удельной (поперечной) нагрузке сердечника на 15 %, по удлинению сердечника — на 8 %, по относительному весу сердечника, Cq — на 14 %. Указанные факторы проявляются в более сильном пробивном действии пули Б-32 при стрельбе по гомогенной стальной броне по нормали, и проявляются, в частности, в меньших предельных скоростях (V50 или VПСП) пробития брони.
При стрельбе по цементованной броне по нормали обе пули приблизительно равноценны. При отношениях толщины к калибру, b/d больше единицы, несколько лучшим пробивным действием отличается пуля AP М2, что связано с лучшей защищенностью носика бронебойного сердечника AP М2, обеспечиваемой меньшим радиусом оживала и наличием конусного свинцового колпачка (наконечника) в головной части пули.

## Направления и перспективы развития
Относительно направлений развития бронебойных пуль, в первую очередь, патронов автоматического оружия крупных калибров: 12,7…14,5…15 мм, предназначенных для поражения объектов военной техники, следует сказать, что они в целом осуществлялись параллельно направлениям развития снарядов бронебойного действия, последовательно проходя следующие этапы совершенствования конструкции: калиберные, калиберные с твердым (металлокерамическим) сердечником, подкалиберные с тяжёлым сердечником, подкалиберные с тяжёлым сердечником и отделяемыми элементами (SLAP), стреловидные. Вместе с тем, несмотря на достигнутое повышение параметров бронепробития, названные конструкции бронебойных пуль существенно уступают конкурирующим с ними малокалиберным бронебойным снарядам, в первую очередь, по запреградному действию. Действительно, трудно ожидать заметного ущерба заброневому объему цели от стреловидного сердечника диаметром 3...4 мм пули 14,5...15 мм, прошедшего броню, даже при значительных показателях его бронепробития, достигнутого путём серьёзного усложнения конструкции пули и стоимости.